# Adrian Spyrka
Adrian Spyrka (* 1. August 1967 in Zabrze, Polen) ist ein ehemaliger deutscher Fußballspieler.

## Karriere
Der in Polen geborene Verteidiger und Mittelfeldspieler war 16 Jahre im Profi-Fußball aktiv. In der Jugend bestritt er zahlreiche Länderspiele in Jugend-Auswahlmannschaften des DFB. 
Seit mindestens 1983 spielte er bei Borussia Dortmund, mit der er 1984 mit Mitspielern wie Thorsten Fink und Maurice Banach 1984 Deutscher Meister der B-Jugend wurde. Dabei erzielte er im Finale im Westfalenstadion das entscheidende Tor zum 1:0 gegen 1860 München. Beim BVB kam er zu seinen ersten Bundesliga-Einsätzen. Aber weder dort noch bei seinen anderen Vereinen, mit denen er in der 1. Liga spielte, konnte er sich langfristig in der höchsten deutschen Spielklasse durchsetzen. In der 2. Bundesliga jedoch brachte er stets solide und beständige Leistungen. Sechs Jahre beim 1. FSV Mainz 05 sind die längste Zeit, die er bei einem Verein blieb. Dort beendete er 2002 seine aktive Laufbahn. 
Im Juni 2007 wurde er Co-Trainer beim 1. FC Saarbrücken, ab Januar 2009 war er Trainer der Regionalliga-Mannschaft von SV Wehen Wiesbaden. Zwischen 2010 und 2017 war Spyrka Co-Trainer bei der U-23 von Borussia Mönchengladbach.

## Vereine
- 0000–1986 SV Vestia Disteln
- 1986–1988 Borussia Dortmund
- 1988–1991 1. FC Saarbrücken
- 1991–1993 1. FC Köln
- 1991–1992 Stuttgarter Kickers (Leihe)
- 1993–1995 Rot-Weiss Essen
- 1995–1996 SG Wattenscheid 09
- 1996–2002 1. FSV Mainz 05

## Statistik
- 6 U21-Länderspiele für Deutschland
- 10 U20-Länderspiele

- 1. Bundesliga
12 Spiele Borussia Dortmund
19 Stuttgarter Kickers
5 1. FC Köln

- 2. Bundesliga
80 Spiele; 6 Tore 1. FC Saarbrücken
31 Spiele; 3 Tore Rot-Weiss Essen
15 Spiele; 1 Tor SG Wattenscheid 09
108 Spiele; 4 Tore 1. FSV Mainz 05

- Regionalliga
32 Spiele; 4 Tore Rot-Weiss Essen

- DFB-Pokal
7 Spiele 1. FC Saarbrücken
6 Spiele Rot-Weiss Essen
7 Spiele 1. FSV Mainz 05

## Erfolge
- 1987 U20-WM-Finale
- 1994 DFB-Pokal-Finale
- 1984 Deutscher B-Juniorenmeister